# Manuel Feller
Manuel Feller (Fieberbrunn, 13 ottobre 1992) è uno sciatore alpino austriaco, vincitore di una Coppa del Mondo di slalom speciale e di una medaglia d'argento iridata nella stessa specialità.

## Biografia

### Stagioni 2008-2017
Manuel Feller, originario di Fieberbrunn e attivo in gare FIS dal dicembre del 2007, ha esordito in Coppa Europa il 14 gennaio 2010 partecipando alla discesa libera tenutasi sulle nevi di Innsbruck Patscherkofel e giungendo 81º. L'11 novembre 2012 ha debuttato in Coppa del Mondo a Levi, non riuscendo a qualificarsi per la seconda manche dello slalom speciale in programma; un mese dopo, il 12 dicembre, ha conquistato nella stessa specialità a Obereggen di Nova Ponente la sua prima vittoria in Coppa Europa, nonché primo podio, precedendo l'italiano Stefano Gross e lo svizzero Markus Vogel.
Nel febbraio 2013 ai Mondiali juniores del Québec ha conquistato la medaglia d'oro nello slalom speciale. Ai Mondiali di Sankt Moritz 2017, suo esordio iridato, ha conquistato la medaglia d'argento in slalom speciale, alle spalle del connazionale Marcel Hirscher; nella stessa manifestazione ha partecipato allo slalom gigante, senza completare la prova.

### Stagioni 2018-2025
Il 28 gennaio 2018 ha ottenuto in slalom gigante a Garmisch-Partenkirchen il suo primo podio in Coppa del Mondo (2º) e ai successivi XXIII Giochi olimpici invernali di Pyeongchang 2018, sua prima presenza olimpica, ha vinto la medaglia d'argento nella gara a squadre, si è classificato 15º nello slalom speciale e non ha completato lo slalom gigante; l'anno successivo ai Mondiali di Åre è stato 15º nello slalom gigante e 6º nello slalom speciale.
Il 16 gennaio 2021 ha conquistato la prima vittoria in Coppa del Mondo, a Flachau in slalom speciale, e ai successivi Mondiali di Cortina d'Ampezzo 2021 non ha completato slalom gigante e slalom speciale. L'anno dopo ai XXIV Giochi olimpici invernali di Pechino 2022 non ha completato né lo slalom gigante né lo slalom speciale; in quella stagione 2021-2022 è stato 2º nella classifica della Coppa del Mondo di slalom speciale, superato di 90 punti da Henrik Kristoffersen, e 3º in quella della Coppa del Mondo di slalom gigante. Ai Mondiali di Courchevel/Méribel 2023 si è piazzato 7º nello slalom speciale e non ha completato lo slalom gigante; nella successiva stagione 2023-2024 ha vinto la Coppa del Mondo di slalom speciale, con 189 punti di margine su Linus Straßer, e si è classificato 3º in quella generale. Ai Mondiali di Saalbach-Hinterglemm 2025 si è piazzato 4º nello slalom speciale.

## Palmarès

### Olimpiadi
- 1 medaglia:
  - 1 argento (gara a squadre a Pyeongchang 2018)

### Mondiali
- 1 medaglia:
  - 1 argento (slalom speciale a Sankt Moritz 2017)

### Mondiali juniores
- 1 medaglia:
  - 1 oro (slalom speciale a Québec 2013)

### Coppa del Mondo
- Miglior piazzamento in classifica generale: 3º nel 2024
- Vincitore della Coppa del Mondo di slalom speciale nel 2024
- 27 podi (7 in slalom gigante, 20 in slalom speciale):
  - 6 vittorie (in slalom speciale)
  - 13 secondi posti (4 in slalom gigante, 9 in slalom speciale)
  - 8 terzi posti (3 in slalom gigante, 5 in slalom speciale)

#### Coppa del Mondo - vittorie
| Data             | Località        | Paese       | Specialità |
| ---------------- | --------------- | ----------- | ---------- |
| 16 gennaio 2021  | Flachau         | Austria     | SL         |
| 21 marzo 2021    | Lenzerheide     | Svizzera    | SL         |
| 18 novembre 2023 | Gurgl           | Austria     | SL         |
| 7 gennaio 2024   | Adelboden       | Svizzera    | SL         |
| 14 gennaio 2024  | Wengen          | Svizzera    | SL         |
| 25 febbraio 2024 | Palisades Tahoe | Stati Uniti | SL         |

Legenda:

SL = slalom speciale

#### Coppa del Mondo - gare a squadre
- 1 podio:
  - 1 terzo posto

### Coppa Europa
- Miglior piazzamento in classifica generale: 12º nel 2013
- 8 podi:
  - 5 vittorie
  - 3 terzi posti

#### Coppa Europa - vittorie
| Data             | Località               | Paese    | Specialità |
| ---------------- | ---------------------- | -------- | ---------- |
| 12 dicembre 2012 | Nova Ponente Obereggen | Italia   | SL         |
| 4 marzo 2013     | La Molina              | Spagna   | SL         |
| 11 marzo 2014    | Soldeu                 | Andorra  | GS         |
| 5 dicembre 2015  | Trysil                 | Norvegia | GS         |
| 6 dicembre 2015  | Trysil                 | Norvegia | GS         |

Legenda:

GS = slalom gigante

SL = slalom speciale

### Australia New Zealand Cup
- Miglior piazzamento in classifica generale: 2º nel 2016
- 4 podi:
  - 4 vittorie
  - 2 secondi posti
  - 2 terzi posti

#### Australia New Zealand Cup - vittorie
| Data             | Località     | Paese         | Specialità |
| ---------------- | ------------ | ------------- | ---------- |
| 2 settembre 2015 | Coronet Peak | Nuova Zelanda | GS         |
| 30 agosto 2016   | Coronet Peak | Nuova Zelanda | GS         |
| 31 agosto 2016   | Coronet Peak | Nuova Zelanda | SL         |
| 30 agosto 2017   | Coronet Peak | Nuova Zelanda | SL         |

Legenda:

GS = slalom gigante

SL = slalom speciale

### Campionati austriaci
- 4 medaglie:
  - 1 oro (slalom gigante nel 2018)
  - 2 argenti (slalom speciale nel 2012; slalom gigante nel 2013)
  - 1 bronzo (slalom speciale nel 2014)

### Campionati austriaci juniores
- 4 medaglie[1]:
  - 1 argento (slalom speciale nel 2010)
  - 3 bronzi (slalom speciale nel 2009; supercombinata nel 2011; slalom gigante nel 2012)